# Antarctica (bier)
Antarctica is een Braziliaans biermerk. Het bier wordt gebrouwen door AB InBev. Het bier werd door de Companhia Antarctica Paulista gebrouwen in São Paulo vanaf 1885. Sinds 1999 maakt deze brouwerij deel uit van AmBev.

## Varianten
- Antarctica Pilsen, blond pilsbier met een alcoholpercentage van 4,9%
- Antarctica Malzbier, schwarzbier met een alcoholpercentage van 4,3%
- Antarctica Cristal, lichtblond bier met een alcoholpercentage van 5,5%
- Antarctica Zub Zero, blond bier met een alcoholpercentage van 4,6%